# Diecéze Perperene
Diecéze Perperene je titulární diecéze římskokatolické církve.

## Historie
Perperene identifikovatelné s Bergas v dnešním Turecku, bylo starobylé biskupské sídlo nacházející se v římské provincii Asie I. Bylo součástí konstantinopolského patriarchátu a sufragánnou arcidiecéze Efez.
Diecéze je zapsána v Notitiae Episcopatuum konstantinopolského patriarchátu ze 12. století se jménem Perperene a Theodosiopolis.
Historik Lequien uvádí jako jednoho z biskupů této diecéze Polliona, který se roku 325 zúčastnil  Prvního nikajského koncilu, avšak autoři jako Heinrich Gelzer, Heinrich Hilgenfeld či Otto Cuntz přiřazují tohoto biskupa k městu Bagi v provincii Lýdie.
Roku 431 se Efezského koncilu zúčastnil biskup Eutichius z Theodosiopolisu, ale není známo, zda je uvedena přímo tato diecéze, jelikož v provincii Asie I. existovala tři města tohoto názvu. 
Roku 451 se chalkedonského koncilu zúčastnil biskup Paulinus.
Poslední známý biskup města je Cyriacus, který se roku 1167 zúčastnil efezského koncilu.
Dnes je využívána jako titulární biskupské sídlo; dosud nebylo obsazeno.

## Seznam řeckých biskupů
- Pollionus ? (zmíněn roku 325)
- Eutichius ? (zmíněn roku 431)
- Paulinus (zmíněn roku 451)
- Cyriacus (zmíněn roku 1167)